# 殺手不笨
《殺手不笨》或《殺手撿到槍》是一部新加坡賀歲华语喜剧片，由梁智强執導。电影讲述两个台湾男子在结束职业杀手的生涯前，与一伙人在台灣进行最后一次任务的搞笑动作故事。
主演包括是元介、安心亚、纳豆、陳俊權、陳芷尤、廖永谊、林美秀和辛龍，於2019年2月5日在新加坡上映，2020年1月23日在台灣上映。

## 剧情大纲
台灣的虎頭蜂（是元介飾）和馬克（納豆飾）這兩位死黨是職業殺手，他們決定執行最後一個任務後逃離組織。為了任務，兩人來到台灣台中市，卻巧遇笨手笨脚的馬來西亞老同學傻豹（陳俊權飾）、菲律賓毒梟干女兒Talia（安心亚飾）和她的新加坡保鏢Ira（陈芷尤飾）。这时还有追兵阿母（林美秀飾）和野豬（辛龍飾）這兩個敵方殺手从背后紧追，眾人的搞笑驚險旅程就此开始。

## 演员
- 是元介 饰 虎頭蜂
- 安心亚 饰 Talia
- 纳豆 饰 馬克
- 陳俊權 饰 傻豹
- 陳芷尤 饰 Ira
- 廖永谊 饰 外婆
- 林美秀 饰 阿母
- 辛龍 饰 野豬
- 王建复 饰 郑警长

## 与该电影相似，但效果严肃、较暴力的
- 战略阴谋
- 孤胆特工
- 极线杀手
- 火线救援
- 飓风营救
- 疾速追杀
- 杀手悲歌
- 通缉令
- 老无所依
- 史密斯任务
- 借刀杀人
- 刺客信条
- 意外杀手
- 杀手47